# Powellton
Powellton és una concentració de població designada pel cens dels Estats Units a l'estat de Virgínia de l'Oest. Segons el cens del 2000 tenia 1.796 habitants.

## Demografia
Segons el cens del 2000, Powellton tenia 1.796 habitants, 697 habitatges, i 515 famílies. La densitat de població era de 19,5 habitants per km².
Dels 697 habitatges en un 26,7% hi vivien nens de menys de 18 anys, en un 57,2% hi vivien parelles casades, en un 12,2% dones solteres, i en un 26,1% no eren unitats familiars. En el 21,8% dels habitatges hi vivien persones soles el 10,9% de les quals corresponia a persones de 65 anys o més que vivien soles. El nombre mitjà de persones vivint en cada habitatge era de 2,58 i el nombre mitjà de persones que vivien en cada família era de 2,97.
Per edats la població es repartia de la següent manera: un 21,7% tenia menys de 18 anys, un 10,7% entre 18 i 24, un 25,7% entre 25 i 44, un 26,9% de 45 a 60 i un 14,9% 65 anys o més.
L'edat mediana era de 40 anys. Per cada 100 dones de 18 o més anys hi havia 90,9 homes.
La renda mediana per habitatge era de 23.224 $ i la renda mediana per família de 30.327 $. Els homes tenien una renda mediana de 27.083 $ mentre que les dones 20.060 $. La renda per capita de la població era de 13.646 $. Entorn del 19,1% de les famílies i el 21,7% de la població estaven per davall del llindar de pobresa.

## Poblacions més properes
El següent diagrama mostra les poblacions més properes.